# HeLa

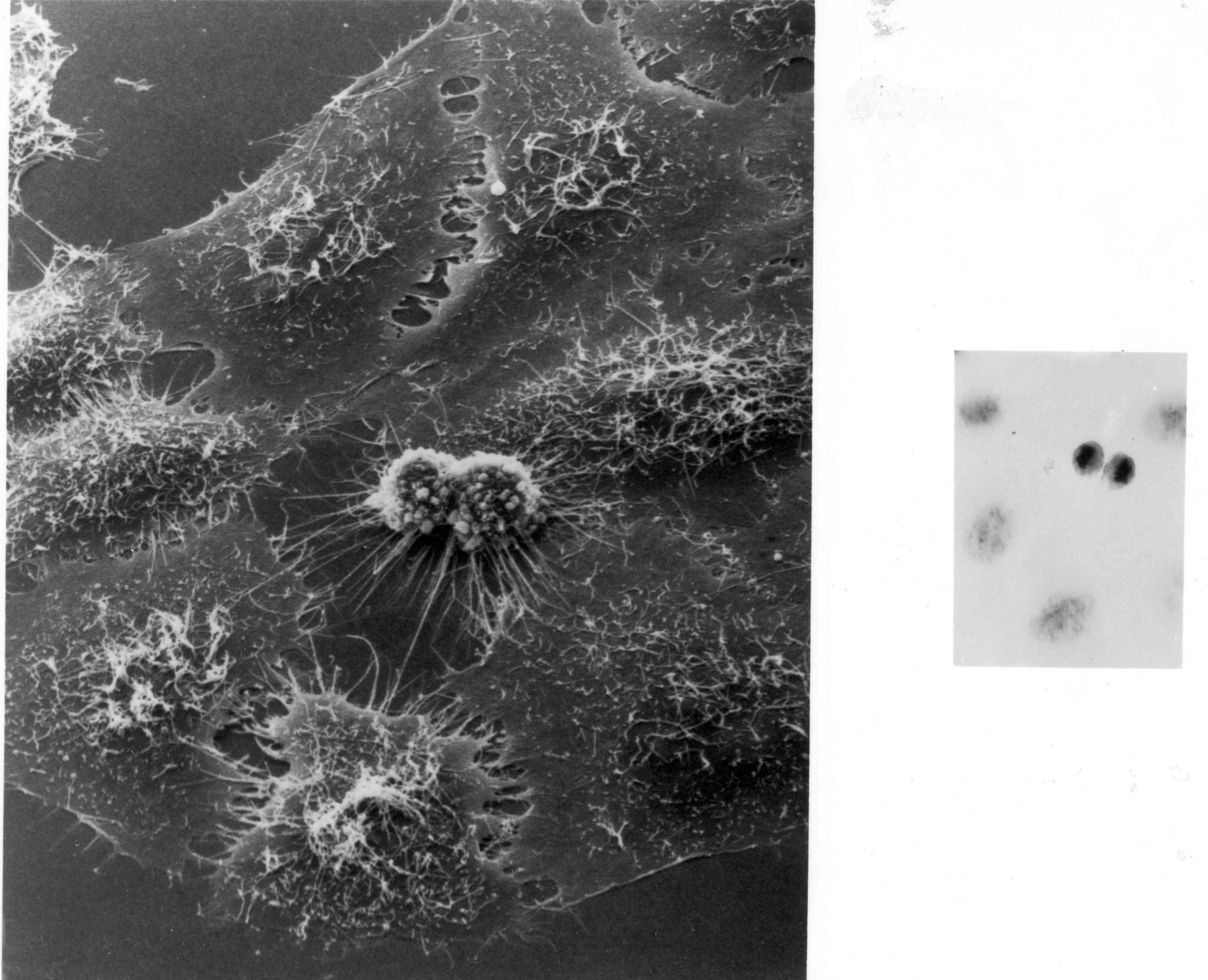
Podział komórek HeLa pod mikroskopem elektronowym

HeLa – linia komórkowa wywodząca się z komórek raka szyjki macicy, pobranych w 1951 roku od Henrietty Lacks i przekazanych George'owi Geyowi, ówczesnemu dyrektorowi centrum badań nad kulturami tkankowymi na Uniwersytecie Johnsa Hopkinsa. Chora zmarła w tym samym roku. Komórki HeLa uważane są za nieśmiertelne, ponieważ są zdolne do nieskończenie wielu podziałów mitotycznych. Hodowane są w wielu laboratoriach nieprzerwanie od momentu pobrania. Kariotyp linii jest zróżnicowany.
Linia komórkowa HeLa służy do badań biologii komórek nowotworowych. Komórki różnią się znacznie od prawidłowych komórek nabłonkowych szyjki macicy. Uległy one transformacji nowotworowej na skutek zakażenia wirusem brodawczaka (ang. papiloma) HPV 18. Linia charakteryzuje się wybitnie szybkim wzrostem, przewyższającym inne linie komórek nowotworowych. Obecnie całkowita masa komórek HeLa znacznie przekracza masę  ciała chorej, od której pobrano próbkę.
Według niektórych naukowców komórki HeLa stanowią zupełnie nowy, odrębny gatunek organizmów jednokomórkowych, powstały przez zróżnicowanie się kobiecych komórek nabłonka szyjki macicy pod wpływem wirusa brodawczaka.